# 胡坐

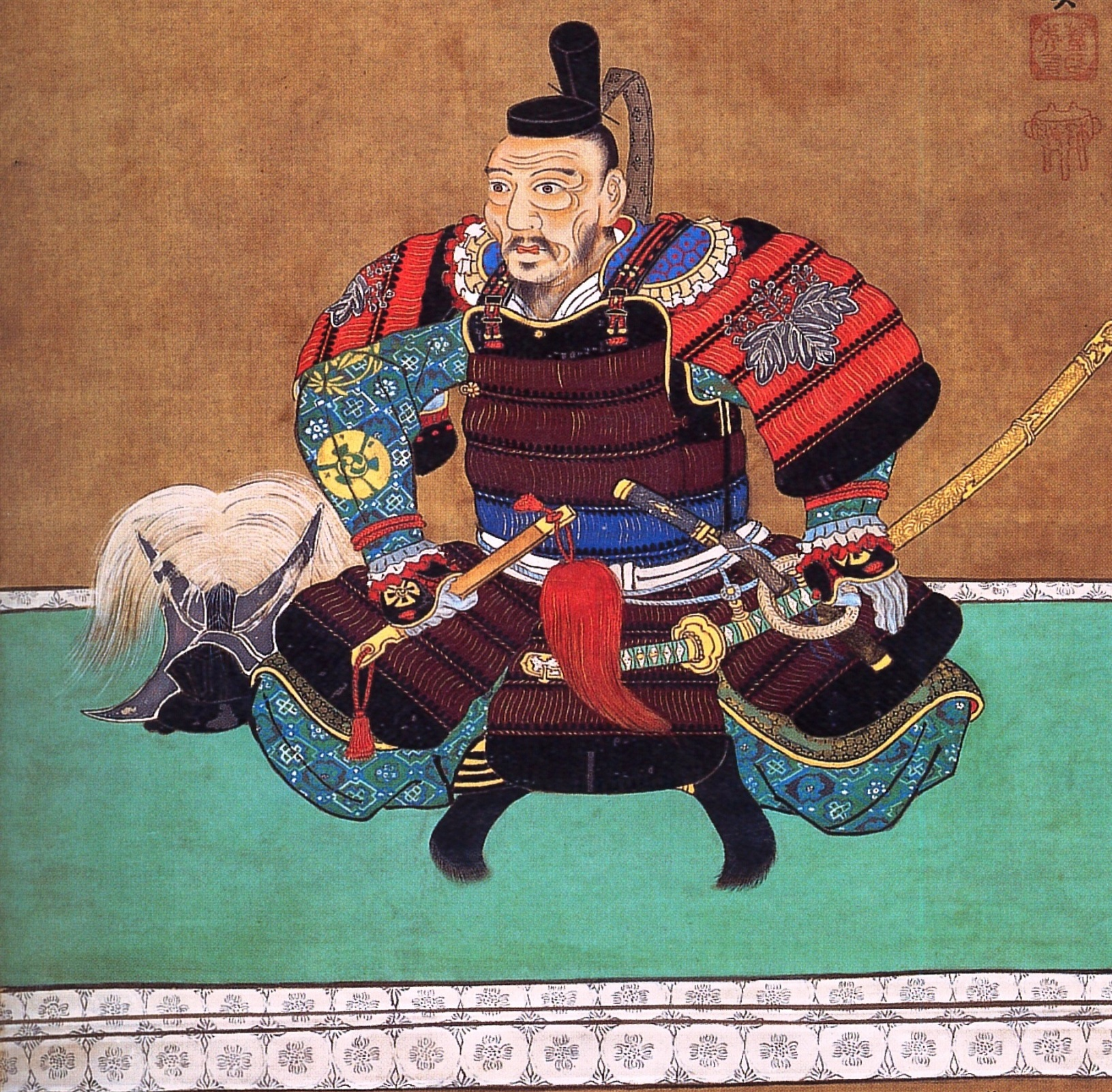
胡座で座る豊臣秀吉

胡坐（あぐら、こざ）は、座り方のひとつ。

## 概要
両膝を左右に開き、体の前で両足首を組んで座る座り方。胡坐をして座ることを『胡坐をかく』と言い、足組（あぐむ）とも言う。字を見ての通り胡から伝わった座り方とされる。日本においても、かつては男性の一般的、正式な座り方であった。
胡座を安座と呼び、同一のものとする場合がある。一方、熊倉功夫は胡座が足を組んで尻を付ける座り型であるのに対し、安座は体の前で足裏同士を合わせるか足先を組む座り型であり、胡座と安座は厳密には異なる座り方と述べている。
平安・鎌倉時代には宮廷につかえていた女官たちも胡坐をかいていた。
その後室町時代ごろから服装の変化から胡坐をかくと秘部があらわになる危険が生じたため、女性の間では正座（あるいは正座を崩した、女座り、あひる座り）が広まった。男性においても、江戸時代以降は正座が正式な場での座り方となった。
現在の日本では、男性の日常での座り方という印象が強いが、近年、好き好んで胡座で座る女性も多くなった。正式な場では正座が正しい座り方とされ、正座から胡坐に座り方を変更することを「足を崩す」と言う。また『胡座をかく』という言葉は、呑気に構えて何の努力もしないこと、傲慢に構えることの喩えとしても用いられる。

## 海外の例

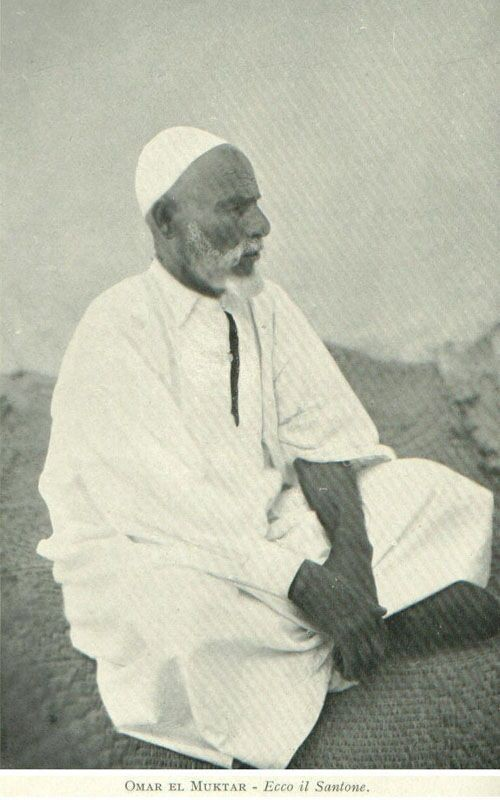
胡座姿のオマル・ムフタール（オマル・アル＝ムフタール）

アラブ世界では胡座がしばしば見られる。胡座は両足を広げた座り方よりも礼儀正しいとされ預言者ムハンマドも普段していたと伝えられているが、近年では関節や筋肉を傷めるとして医師らが長時間行わないよう注意喚起する例が増えてきている。
なお礼拝の時は「左足を尻の下に隠して右足はその上に乗せつま先立ちの形にする」「左脚を尻の下で伸ばして足先は外に出し右足はその上に乗せつま先立ちの形にする」といった正座によく似た姿勢を取る。なお両足を尻の下に隠す日本の正座と同じ姿勢、両足を尻の脇に出しぺたんと座る日本の女の子座りに対応する座り方は礼拝時の姿勢として認められていない。